# Karl Claus

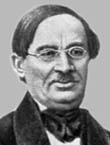
Karl Claus

Karl Karlovitsj Ernst Claus (Russisch: Карл Карлович Эрнст Клаус) (Dorpat, 22 januari 1796 - aldaar, 24 maart 1864) was een Russisch chemicus en hoogleraar aan de universiteit van Kazan en bekend als de ontdekker van het scheikundig element ruthenium.
Hij ligt begraven op de Raadi-begraafplaats in Tartu, Estland.